# Färs tingslag
Färs tingslag var före 1 juli 1967 ett tingslag i Malmöhus län i Färs domsaga. Tingsplatsen var Sjöbo.
Tingslaget omfattade Färs härad. 
Tingslaget uppgick 1967 i Ystads domsagas tingslag